# Jean de Rossillon
Jean de Rossillon est évêque de Lausanne de 1323 à 1341.

## Biographie

### Origines
Les origines de Jean de Rossillon ne sont pas connues. Il serait issu, selon les Mémoires historiques sur le Diocèse de Lausanne (t.2), « d'un famille ancienne et noble du pays de Gex ». Il est mentionné à partir de 1295. L'Armorial et nobiliaire de l'ancien duché de Savoie (1945) indique que la famille de Rossillon était probablement originaire du château de Rossillon, « qui se trouvait au pied du Jura au nord-ouest de Saint-Genis, sur la commune de Crozet (sud-ouest de Gex) ».

### Carrière épiscopale
Il meurt probablement le 15 avril 1341. Son corps est inhumé dans la cathédrale Notre-Dame.

### Sources
- Jean-Daniel Morerod, Genèse d'une principauté épiscopale, 2000, p. 359-365